# Geografía de los Emiratos Árabes Unidos
Los Emiratos Árabes Unidos están situados en el suroeste de Asia, bordeando el Golfo de Omán y el Golfo Pérsico, entre Omán y Arabia Saudí. Es una localización estratégica a lo largo del Estrecho de Ormuz, un punto vital para el tránsito mundial de crudo petróleo. Está considerado como uno de los quince estados pertenecientes a la supuesta "Cuna de la Humanidad." Los EAU se encuentran entre 22°50′ y 26° latitud norte y entre 51° y 56°25′ longitud este. Comparte diecinueve km de frontera con Catar por el noroeste, unos 530-kilómetros de frontera con Arabia Saudí por el Oeste, Sur y Sureste, y unos 450-kilómetros de frontera con Omán por el Sureste y Noreste. El terreno fronterizo con Catar es en el que en 1993 los EAU mantuvieron un conflicto en la zona Khawr al Udayd. El área total de los EAU es aproximadamente de 77.700 km². Se desconoce el tamaño exacto del país debido a las continuas demandas disputadas por varias islas del Golfo Pérsico, debido a la carencia de información exacta sobre el tamaño de muchas islas, y porque permanecen en la mayoría de sus límites, especialmente con Arabia Saudita, continúan sin estar claramente delimitados. El mayor emirato, Abu Dabi, cuenta con el 87 por ciento del área total de los EAU (67.340 km²). El menor emirato, Ajmán, abarca solamente 259 km².
El territorio de Emiratos Árabes Unidos era conocido anteriormente como la "costa de los Piratas", y durante la época del Protectorado británico, como los Estados de la Tregua.
El interior del territorio es un desierto arenoso por lo que la mayoría de sus habitantes viven en ciudades costeras y algunos pocos en oasis del interior.

## Descripción fisiográfica
Los EAU se extienden a lo largo de más de 650 km por la costa Sur del Golfo Pérsico. La mayor parte de la costa está formada por pantanos salados que se extiende varios kilómetros al interior. El puerto natural más grande se encuentra en Dubái, aunque otros puertos han sido construidos en Abu Dabi, Sharjah, y otros sitios más. Numerosas islas se encuentran en el golfo, muchas de las cuales son objeto de disputas internacionales con Catar e Irán (Abu Musa, Tumb Mayor y Menor). Las islas más pequeñas, muchas de las cuales son arrecifes de coral y cambiantes bancos de arena, son una amenaza para la navegación en la zona. Las importantes mareas y los fuertes vientos dificultan aún más la navegación cercana a la costa. 
Los EAU también se extienden durante noventa kilómetros a lo largo del Golfo de Omán, en un área también conocida como la costa Al Batinah. Las montañas Al Hajar el Gharbi (Al Hajar occidentales), que llegan a alcanzar en algunos lugares los 2500 m, separan la costa Al Batinah del resto del país. Comenzando en la frontera con Omán en la costa del Golfo Pérsico de la península Musandam (Ras Musandam), Los montes Al Hajar el Gharbi se extiende en dirección sureste durante 150 km hasta el punto más meridional de la frontera con Omán. La cordillera continua como Al Hajar ash Sharqi (Al Hajar oriental) durante 500 km dentro de Omán. Los montes tienden a romper abruptamente al acercarse a la costa. Aun así, hay pequeños puertos en Diba al Hisn, Kalba, y Khawr Fakkan en el Golfo de Omán. Alrededor de Al Fujayrah, donde las montañas no se aproximan a la costa, hay playas de arena.
Al sur y al oeste de Abu Dhabi, se encuentran inmensas dunas móviles que constituyen el desierto de Rub al-Jali (literalmente el cuarto vacío de arabia), que se extiende más allá hacia la vecina Arabia Saudí. El área desértica de Abu Dabi incluye dos importantes oasis, con suficiente agua subterránea para asentamientos permantes y cultivo. El extenso oasis de Liwa en el sur cerca de la indefinida frontera con Arabia Saudita. Y alrededor de 10 km en el nordeste de este, el oasis de Buraimi, que se extiende a ambos lados de la frontera entre Omán y el emirato de Abu Dhabi.
Antes del abandono de la zona en 1971, Gran Bretaña marcó los límites internos entre los siete emiratos con el fin de acabar con las disputas territoriales que podían obstaculizar la formación de la federación. En general, los jeques aceptaron la intervención Británica, pero en el caso de las disputas entre Abu Dhabi y Dubái, y también entre Sharjah y Dubái, estos conflictos no se resolvieron hasta después de la independencia. Las fronteras más complicadas fueron en los Montes de Al Hajar al Gharbi, donde cinco de los emiratos reclamaban la jurisdicción sobre más de una docena de enclaves.

## Clima
El clima de los EAU es generalmente cálido y seco. Los meses más cálidos son julio y agosto, cuando las temperaturas medias máximas alcanzan cerca de 48 °C en la llanura costera. En los montes Al Hajar al Gharbi, las temperaturas son considerablemente más frescas, debido a la mayor altitud. Las temperaturas mínimas medias en enero y febrero están entre 10 °C y 14 °C. Durante los últimos meses del verano, un húmedo viento del Sureste conocido como el sharqi hace la región costera especialmente desagradable. La precipitación media anual en la costa es de menos de 120 mililitros, pero en algunas zonas montañosas la precipitación anual alcanza los 350 mililitros. La lluvia en la zona costera cae en cortas y torrenciales tormentas durante los meses del verano, a veces con resultado de inundaciones en los lechos de los ríos secos (wadi). En la región son comunes las violentas tormentas de arena que reducen drásticamente la visibilidad.

## Superficie y fronteras
Superficie: 82.880 km²
Superficie de tierra: 82.880 km²
Superficie de agua: 0 km²
Fronteras:
Total: 867 km
Países fronterizos: Omán 410 km, Arabia Saudí 457 km
Litoral: 1.318 km

## Recursos naturales
Recursos naturales: petróleo, gas natural
Uso de la tierra:
Tierra cultivable: 0%
Pastizales: 2%
Bosques: 0%
Otros: 98% (1993 est.)
- Datos: Q1419303
- Multimedia: Geography of the United Arab Emirates / Q1419303